# (14493) 1994 WP3
1994 دابليو بي 3 (ويعرف أيضًا باسم (14493) 1994 دابليو بي 3 وفق تسمية الكوكب الصغير) (بالإنجليزية: 1994 WP3)‏ هو كويكب ضمن حزام الكويكبات؛ وترتيبه 14493 من حيث الاكتشاف.
اكتُشف هذا الجُرم الفلكي بواسطة تاكيشي أوراتا ‏ في 26 نوفمبر 1994.

## وصلات خارجية
- (14493) 1994 WP3 في قاعدة بيانات مختبر الدفع النفاث لأجرام النظام الشمسي الصغيرة

- الاكتشاف · مخطط المدار ·  العناصر المدارية · المعلمات المادية

- (14493) 1994 WP3 على موقع ويكي سكاي: DSS2, SDSS, GALEX, IRAS, Hydrogen α, X-Ray, Astrophoto, Sky Map, Articles and images